# Momčilo Ninčić
Momčilo Ninčić, né le 28 mai 1876 à Jagodina et mort le 23 décembre 1949 à Lausanne (Suisse), est un économiste et homme politique serbe et yougoslave. Il est président de l'Assemblée générale de la Société des Nations entre 1926 et 1927.
Il étudie le droit, et obtient un doctorat à l'université de Paris. Il est professeur d'université et occupe des fonctions ministérielles au sein du royaume de Yougoslavie (membre du Parti populaire radical). Pendant la Seconde Guerre mondiale, il est membre du gouvernement yougoslave en exil, il y est ministre des Affaires extérieures. Après la guerre, lors du procès de Belgrade, il est reconnu coupable d'avoir nommé Draža Mihailović comme chef des armées yougoslave ; ce-dernier a en effet ensuite combattu contre les partisans yougoslaves (d’obédience communiste et non royaliste). Momčilo Ninčić décède en exil, en Suisse, en 1949. Une cour de Serbie le réhabilite en 2006.

## Source
- (en) Cet article est partiellement ou en totalité issu de l’article de Wikipédia en anglais intitulé « Momčilo Ninčić » (voir la liste des auteurs).